# Palermo City Football Academy
Il Palermo City Football Academy, anche noto semplicemente come PALERMO CFA, è un centro sportivo situato a Torretta (PA), di proprietà della società calcistica italiana Palermo Football Club del gruppo City Football Group.
La struttura, inaugurata il 7 aprile 2024 e ubicata nel comune di Torretta nella Strada Provinciale 3 bis, a circa 25 km a nord-ovest di Palermo, ospita gli allenamenti della prima squadra maschile di calcio e alcune attività del settore giovanile maschile. Non ancora del tutto completata, prevede una seconda fase d'ampliamento.
È raggiungibile tramite il tratto di strada che collega la SP1, SP3bis e la SP137.

## Storia

### Il Campo Tenente Onorato e l'era Zamparini
Precedentemente il Palermo calcio si allenava presso il Campo Tenente Onorato, anche noto come Boccadifalco per il nome della località Boccadifalco nel quale sorge. Si tratta di un'area militare all'interno della città, al quale vi erano limitazioni nell'assistere agli allenamenti, se non muniti di appositi pass per giornalisti.
Il primo tentativo per dotare la squadra di un centro sportivo moderno e di proprietà avvenne nel Luglio del 2013, quando l'allora presidente Maurizio Zamparini, presentò il progetto di un centro sportivo destinato a sorgere nel comune di Carini. L'impianto, progettato dall'architetto Gino Zavanella (lo stesso dello Juventus Stadium) avrebbe avuto un costo di 15 milioni di euro ed una estensione di 25 ettari di cui 12 dedicati all'area sportiva. Tra le strutture previste vi erano: sei campi da gioco, tra erba naturale e sintetica, una sala riunioni, spogliatoi, magazzini, uno spazio per la fisioterapia e l'idroterapia, una foresteria con una cinquantina di posti letto per eventuali ritiri, ma anche un reparto destinato allo staff medico con tutte le attrezzature necessarie per la diagnostica e il recupero dei calciatori, saranno costruiti all'interno di questo immenso spazio verde, tra un campo da gioco e l'altro (tutti regolamentari, di cui uno per i portieri, uno in sabbia e uno in salita, più una tribuna da mille posti per gli allenamenti aperti al pubblico). Inoltre era prevista un'area destinata all'agricoltura biologica. Il progetto, a seguito di disaccordi tra proprietà e comune, venne abbandonato nel 2016.

### La nuova società e il nuovo centro
Già dal suo insediamento il nuovo presidente Dario Mirri aveva parlato della volontà di dotare la società di un centro sportivo di proprietà che superasse i vincoli del Tenente Onorato. Nel 2019 infatti iniziarono le prime manifestazioni d'interesse da parte della proprietà, coinvolgendo comune di Palermo e regione Siciliana per trovare un'area che potesse essere destinata a tale scopo.
Dopo aver vagliato varie aree all'interno del comune di Palermo ed aver valutato candidature spontanee di comuni nei pressi e dell'interno, la scelta ricadde, nel luglio 2020, sul Comune di Torretta (PA), che disponeva di un'area presso lo stadio comunale destinata ad attività sportive. Il progetto iniziale prevedeva un investimento di 6 milioni di euro per l'acquisto dei terreni, la costruzione di 3 campi e di una palestra. Altri comuni della città metropolitana avevano manifestato interesse ad ospitare la sede del centro sportivo.
Il 27 aprile 2021 il comune di Torretta (nella città metropolitana di Palermo) ha deliberato il permesso di costruzione del centro sportivo. Il progetto, deliberato da CONI e Credito Sportivo, prevedeva una costruzione in due fasi. La prima fase prevedeva la costruzione, di fianco al già presente campo comunale (anch'esso affidato al Palermo ma i cui lavori si occupa direttamente l'amministrazione comunale), di due campi regolamentari, uno in sintetico e l'altro in erba naturale. Di fianco ai campi era prevista la costruzione di una palestra, degli spogliatoi per la prima squadra e la Primavera, sala conferenze e altri spazi utili per le attività sportive. Sempre in questa prima fase si prevedeva il restauro di un edificio rurale presente in loco destinato a diventare la club house con sale relax e spazi comfort, oltre a un ristorante per il gruppo squadra.

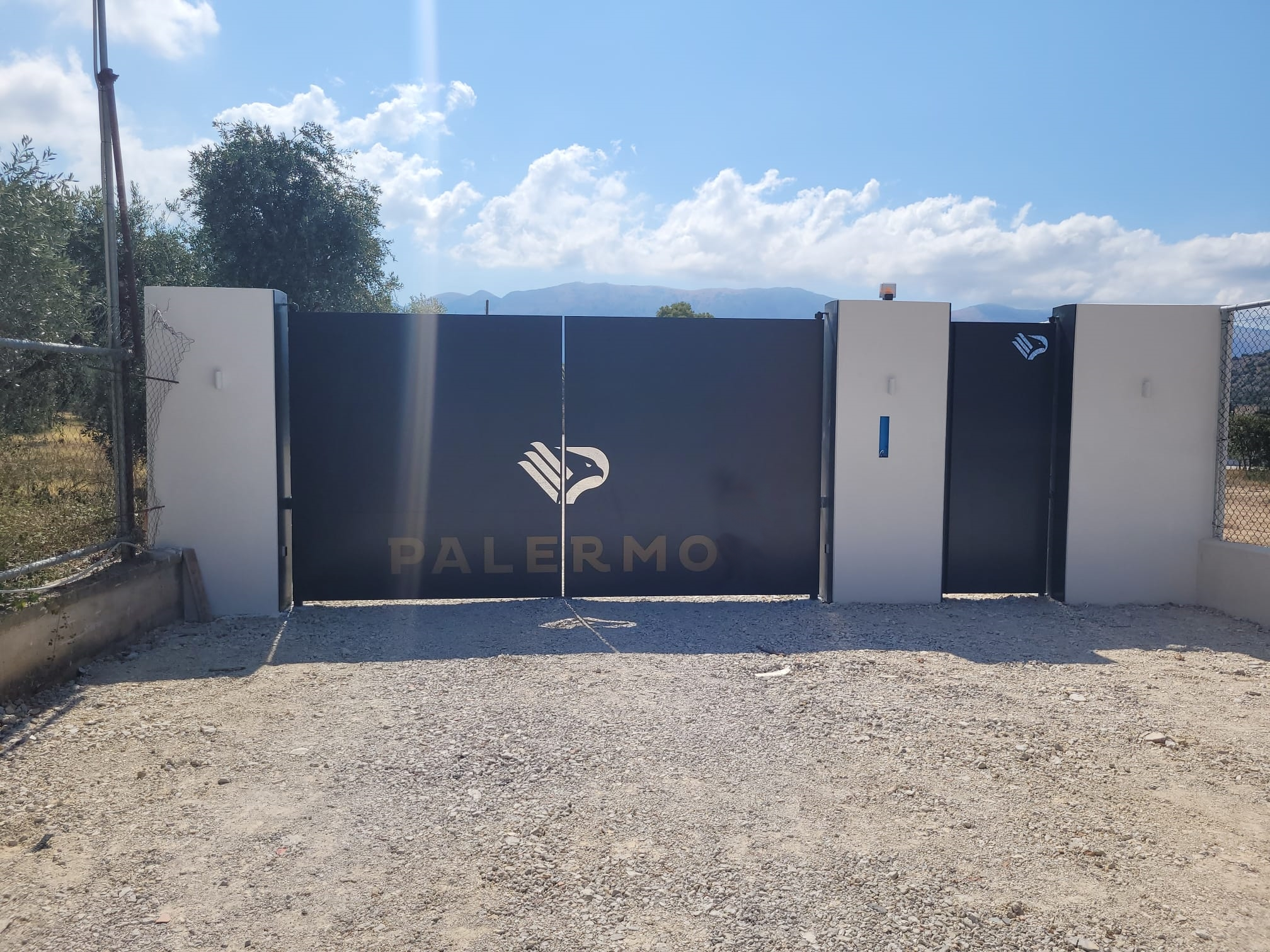
Il cancello d'ingresso del centro sportivo, durante i lavori di completamento nell'estate del 2023

I primi lavori nell'area sono iniziati presso il campo comunale gestiti direttamente dall'amministrazione comunale di Torretta e sono iniziati durante il 2021, a seguito di disaccordi sorti tra la stessa amministrazione comunale e la ditta appaltatrice i lavori si sono interrotti a febbraio del 2022 mentre l'appalto è stato definitivamente rescisso il 21 dicembre dello stesso anno. Decidendo di non accedere più al credito sportivo, a seguito dell'acquisizione del club da parte del City Football Group, la società ha deciso di auto finanziare l'impianto con somme proprie. Il 21 Ottobre 2022, alla presenza del presidente della Lega serie B Mauro Balata, del Presidente della Regione Siciliana Renato Schifani e di altre personalità, sono ufficialmente iniziati i lavori di costruzione del centro sportivo.
I calciatori e lo staff del club rosanero sono entrati per la prima volta nel nuovo centro sportivo nell'agosto del 2023.
(Dario Mirri, presidente del Palermo F.C..)
Il 25 novembre dello stesso anno, la struttura provvisoria che ospitava gli spogliatoi e la palestra per i giocatori è stata abbattuta da una forte raffica di vento, senza provocare danni a persone.
La struttura definitiva è stata inaugurata il 7 Aprile 2024 alla presenza, tra gli altri, del presidente della FIGC Gabriele Gravina, dell'amministratore delegato della Lega Serie A Luigi De Siervo, del presidente della Regione Siciliana Renato Schifani e del sindaco di Palermo Roberto Lagalla, oltre agli esponenti della società rosanero e del City Football Group; l'evento è stato trasmesso in diretta presso lo Stadio Renzo Barbera dove, nel frattempo, alcuni giocatori che hanno fatto la storia del club si sono ritrovati alla presenza dei tifosi.

## Struttura
La struttura attualmente è composta da due campi regolamentari e da uno ridotto, tutti in erba naturale, dalla "club house", dagli spogliatoi, la palestra, i magazzini, la sala per le analisi delle partite, le sale mediche per trattamenti e fisioterapia e dalla sala conferenze. In una seconda fase, a breve, sono previsti ulteriori lavori della struttura, che prevedono l'ampliamento e altresì l'aggiunta di tre campi per il settore giovanile, e la squadra femminile.

### Area sportiva
L'area sportiva del Palermo City Football Academy comprende i seguenti campi di gioco:
- Due campi da calcio regolamentari aventi le stesse dimensioni del campo da gioco dello Stadio Renzo Barbera[24] (105 × 68 m), con manto in erba naturale;[1]
- Un campo da calcio di dimensioni ridotte (32 × 32 m), utilizzato per gli allenamenti dei portieri,[24] con manto in erba naturale.[1]

### Area direzionale
L'area direzionale del Palermo City Football Academy comprende i seguenti edifici:
- Main Building,[1] nuova struttura che si sviluppa su circa 1650 m² comprendendo, nella parte centrale, l'avveniristica "Main Gym";[6]
- Club House,[1] vecchia casa padronale del XVIII secolo sottoposta a un totale restauro conservativo,[6] nel quale si trovano:[6]
  - Aree relax;[6]
  - Sale video e zone di team building con giochi di squadra;[6]
  - Aree sociali, al piano superiore.[6]

### Aree verdi
All'interno del centro sportivo sono stati piantate o ricollocate oltre 400 alberature, per un totale di più di 30000 m² di aree verdi.

## Utilizzo
La struttura ospita gli allenamenti della prima squadra maschile del Palermo Football Club, dando lavoro a 16 dipendenti e avendo accordi di fornitura con 20 aziende locali.